# 페름역
페름역(러시아어: Пермь II)은 러시아 프리볼시스키 연방관구 페름 지방 페름에 있는 역으로, 시베리아 횡단철도의 역이다.

## 역사
- 1899년: 초기 자임카 역이 현재의 페름 역에서 약 5km 떨어진 곳에 건설됨.
- 1959년: 역사 최초 확장 및 재건 개시, 서쪽으로 확장됨.
- 2010년: 역사 재건축.

## 노선
- 서쪽: 모스크바, 상트페테르부르크, 심페로폴, 애들러, 니즈니노브고로드, 노보로시스크
- 동쪽: 블라디보스토크, 예카테린부르크, 아스타나, 튜멘, 아바칸, 첼랴빈스크, 노보쿠즈네츠크, 케메로보, 니즈네바르톱스크, 베이징, 이르쿠츠크, 크라스노야르스크, 노보시비르스크